# Mandy Hampton
La doctora Madeline "Mandy Hampton" es un personaje ficticio interpretado por Moira Kelly en la serie de televisión El Ala Oeste. Su tarea, dentro de la Casa Blanca era la de Consultora de Medios durante la primera temporada de la serie. Su personaje deja de aparecer en la segunda temporada, puesto que su protagonismo fue decayendo poco a poco.
A pesar de que era uno de los personajes principales durante la primera temporada, Mandy fue apareciendo de forma cada vez más infrecuente a medida que avanzaban los capítulos y finalmente el personaje fue eliminado al final de la primera temporada. El creador de la serie Aaron Sorkin dijo que el personaje no estaba funcionando y que la marcha fue una decisión amistosa con Kelly.

## Biografía
Es graduada en Historia, Licenciada en comunicaciones y Doctorada en Ciencias Políticas. Trabajó para Lennox-Chase cobrando 900000 Dólares al año. Durante algún tiempo fue la novia de Josh Lyman
Formó parte de la campaña del Presidente Bartlet, Bartlet por América. Fue considerada seriamente para el puesto de Jefa de Gabinete de la Casa Blanca. Poco antes de la elección, se fue del equipo para trabajar por su cuenta, asesorando a varios políticos, entre ellos uno de los rivales de Bartlet, el senador Lloyd Russell, con quien mantuvo una relación.

## Casa Blanca
Durante el segundo año de mandato del Presidente se incorporó a su equipo, no sin ciertos recelos de algunos de sus miembros. 

## Polémicas
Fue arrestada en agosto de 1999 por saltarse un semáforo en rojo. En uno de los capítulos, se revela la existencia de informe suyo que revela los puntos débiles de la Administración Bartlet, principalmente su falta de iniciativa política. Debido a ello, es apartada de varias reuniones del gabinete.

## Apariciones
1. Pilot -> Piloto
2. Post Hoc, Ergo Propter Hoc -> Post Hoc, Ergo Propter Hoc
3. A Proportional Response -> Una Respuesta Proporcional
4. Five Votes Down -> Cinco Votos Abajo
5. The Crackpots and These Women -> Los Chalados y esas Mujeres
6. Mr. Willis of Ohio -> [El Señor Willis de Ohio
7. The State Dinner -> La Cena de Estado
8. Enemies -> Enemigos
9. The Short List -> La Lista Final
10. In Excelsis Deo -> In Excelsis Deo
11. Lord John Marbury -> Lord John Marbury
12. He Shall, from Time to Time... -> Lo Hará de Vez en Cuando
13. Take Out the Trash Day -> Sacar la Basura
14. Take This Sabbath Day -> El Sabbath
15. Celestial Navigation -> Navegación Astronómica
16. Six Meetings Before Lunch -> Seis Reuniones antes de Almorzar
17. Let Bartlet Be Bartlet -> Dejad que Bartlet sea Bartlet
18. Mandatory Minimums -> Condenas Mínimas Obligatorias
19. Lies, Damn Lies and Statistics -> Mentiras, Malditas Mentiras y Estadísticas
20. What Kind of Day Has It Been? -> ¿Que Clase de Día ha Sido?